# Idiocera hofufensis
Idiocera hofufensis là một loài ruồi trong họ Limoniidae. Chúng phân bố ở miền Cổ bắc và miền nhiệt đới châu Phi.